# أخبار الظهران
جريدة أخبار الظهران هي صحيفة عربية سعودية أسبوعية، نُشرت في الدمام بين عامي 1954 و 1957. وتعتبر أول صحيفة تصدر في المنطقة الشرقية من المملكة العربية السعودية.

## التاريخ والملف الشخصي
نُشرت جريدة أخبار الظهران لأول مرة في تاريخ 26 ديسمبر 1954 وكان اسمها جريدة (الظهران) وفي تاريخ 7 مايو سنة 1955 تغير اسمها إلى (أخبار الظهران). تمت طباعة الأعداد الأولى من الجريدة في بيروت وشُحنت إلى الدمام، لكن في تاريخ 4 أغسطس 1955 فقد بدأت تطبع بمطابع الخط للطبع والنشر والترجمة بالدمام. غطت الصحيفة المواضيع والأخبار الهامة في البلاد كما حاولت رفع مستوى الوعي بين الناس. فاشتهرت بتغطيتها لمقالات وأخبار وطنية عن الفساد وسوء الإدارة في البلديات السعودية. ومع مرور الوقت، أصبحت الصحيفة الأسبوعية منبرًا للسعوديين الوطنيين لمناقشة تطورات المنطقة.
ومن بين المساهمين المتكررين في أخبار الظهران محمد عبد الله المانع كان تاجر وفاعل خير وكان عبد الله بن عبد الرحمن الملحوق أول رئيس للتحرير في الصحيفة. وكان عبد الكريم الجهيمان رئيس التحرير التالي للصحيفة. وتسببت بعض مقالات الصحيفة بتوتر واستغراب من المجتمع السعودي والتي كانت تتناول موضوعات حول ضرورة تعليم الفتيات، وبعد هذا الحادث بقليل ظهر العدد الأخير من الصحيفة في 29 أبريل 1957. كما تم توقيف رئيس تحريرها آنذاك وهو عبد الكريم جهيمان وإطلاق سراحه بعد 20 يومًا. إلا أنها عاودت الصدور بعد حوالي سنتين.